# Lübecker Rat 1806

Der Rat der Freien und Hansestadt Lübeck als Kabinett im Jahr 1806, zu Beginn der Lübecker Franzosenzeit mit der Schlacht bei Lübeck, mit Amtszeiten und den berufsständischen Korporationen seiner Mitglieder.

## Bürgermeister
- Christian von Brömbsen seit 1800, Ratsherr seit 1777, Zirkelgesellschaft
- Johann Philipp Plessing seit 1804, Ratsherr 1782, Schonenfahrer.
- Johann Caspar Lindenberg seit 1805, Ratsherr 1786
- Johann Matthaeus Tesdorpf seit 1806, Ratsherr 1794, Jurist
- Mattheus Rodde seit 1806 als außerordentlicher 5. Bürgermeister, Ratsherr seit 1789

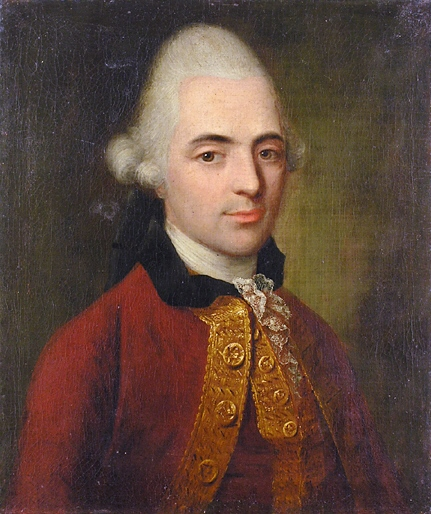
Johann Caspar Lindenberg porträtiert 1773 von Johann Jacob Tischbein
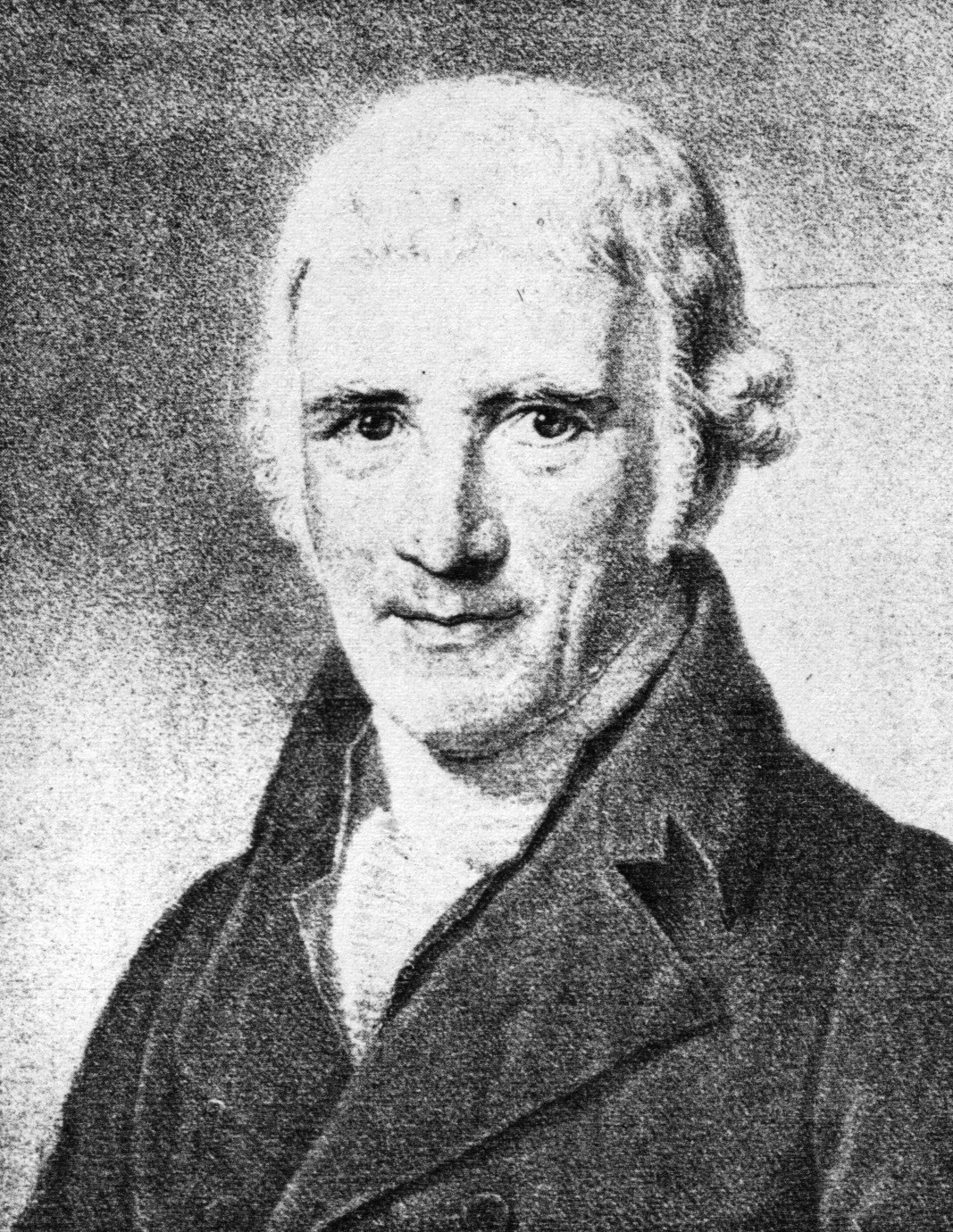
Johann Matthaeus Tesdorpf
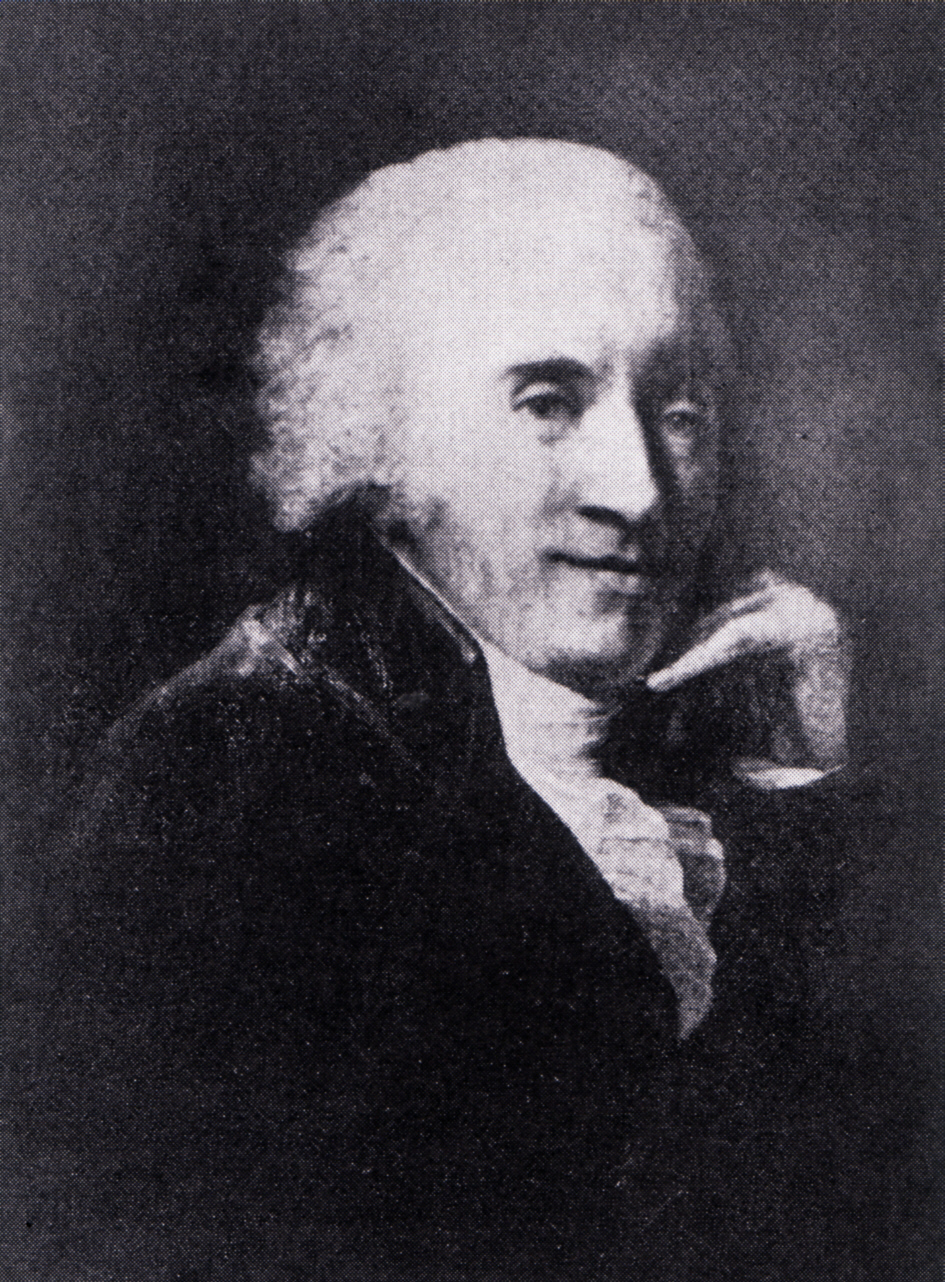
Mattheus Rodde

## Ratsherren
- Nicolaus Jacob Keusch seit 1790, Schonenfahrer
- Carl Gottfried Wildtfanck seit 1790, Rigafahrer
- Peter Wilcken seit 1795, Kaufleutekompagnie
- Stephan Hinrich Behncke seit 1797, Bergenfahrer
- Georg Wilhelm Müller seit 1798, Schonenfahrer
- Friedrich Nölting seit 1798, Schonenfahrer
- Peter Hinrich Tesdorpf seit 1798, Kaufleutekompagnie
- Georg David Richerz seit 1799
- Hermann Haartmann seit 1799
- Christian Adolf Overbeck seit 1800, Rechtsberater der Schonenfahrer
- Johann Christoph Coht seit 1802, Bergenfahrer
- Christian Heinrich Kindler seit 1803, Jurist
- Johann Christian Grube seit 1804
- Johann Friedrich Hach seit 1805, Jurist

## Syndici
- Carl Georg Curtius, seit 1801, seit 1802 Erster Syndicus
- Anton Diedrich Gütschow, seit 1802